# ロンド・ファン・フラーンデレン2015
ロンド・ファン・フラーンデレン2015は、ロンド・ファン・フラーンデレンの99回目の大会。2015年4月5日に行われた。

## 参加チーム

### プロフェッショナルコンチネンタルチーム
| チーム名                                   | 登録国           | UCIコード |
| ------------------------------------------ | ---------------- | --------- |
| アンドローニ・ジョカットーリ               | イタリア         | AND       |
| ボーラ・アルゴン18                         | ドイツ           | BOA       |
| コフィディス                               | フランス         | COF       |
| MTN・クベカ                                | 南アフリカ共和国 | MTN       |
| ルームポット・オランジェ・プロトン         | オランダ         | ROO       |
| チーム・ヨーロッパカー                     | フランス         | EUC       |
| トップスポート・フラーンデレン・バロワーズ | ベルギー         | TSV       |
| ワンティ・グループゴベール                 | ベルギー         | WGG       |

## 最終成績
ブルージュ - アウデナールデ、264.2km
| 順位 | 名前                             | 国籍       | チーム                         | 時間          |
| ---- | -------------------------------- | ---------- | ------------------------------ | ------------- |
| 1    | アレクサンダー・クリストフ       | ノルウェー | チーム・カチューシャ           | 6時間26分32秒 |
| 2    | ニキ・テルプストラ               | オランダ   | エティックス・クイックステップ | +00秒         |
| 3    | フレフ・ヴァン・アーヴェルマート | ベルギー   | BMC・レーシングチーム          | +07秒         |
| 4    | ペーター・サガン                 | スロバキア | ティンコフ＝サクソ             | +16秒         |
| 5    | ティシュ・べノート               | ベルギー   | ロット・ソウダル               | +36秒         |
| 6    | ラース・ボーム                   | オランダ   | アスタナ・プロチーム           | +36秒         |
| 7    | ジョン・デゲンコルプ             | ドイツ     | ジャイアント・アルペシン       | +49秒         |
| 8    | ユルヘン・ルーランツ             | ベルギー   | ロット・ソウダル               | +49秒         |
| 9    | ゼネク・スティバル               | チェコ     | エティックス・クイックステップ | +49秒         |
| 10   | マルティン・エルミガー           | スイス     | IAMサイクリング                | +49秒         |